# 里安霍
里安绍（/riˈan.ʃʊ/，里安霍）是西班牙加利西亚自治区拉科鲁尼亚省的一个市镇。总面积58.8km², 总人口11188人（2017年），人口密度190人/km²。

## 人口
| 里安绍历史人口变化图                                       |
|                                                            |
| 来源：西班牙国家统计局（1900-1991年，实际人口）（2000年-） |